# Yasuki Ishidate
Yasuki Ishidate (石舘 靖樹 Ishidate Yasuki?), född 24 september 1984 i Aichi prefektur, är en japansk före detta fotbollsspelare.
Ishidate började sin karriär 2006 i Kashiwa Reysol. 2008 flyttade han till Tochigi SC. Efter Tochigi SC spelade han för Tochigi Uva FC och Zweigen Kanazawa. Han avslutade karriären 2013.